# Cikloheptén
A cikloheptén 7-tagú gyűrűs cikloalkén, lobbanáspontja −6,7 °C. A szerves kémiában kiindulási anyagként, a polimerek előállításában monomerként használják. A cikloheptén cisz- és transz-izomerként is előfordulhat.
|                  |                    |
| cisz-cikloheptén | transz-cikloheptén |

## transz-cikloheptén
Cikloheptén alatt mindig a cisz-izomert értjük, de a transz-izomer is létező vegyület. A transz-cikloheptén előállításának egyik módja a cisz-cikloheptén metil-benzoát jelenlétében ultraibolya fénnyel -35 °C-on végzett szingulett fotoszenzibilálása. A transz-izomerben levő kettős kötés nagyon feszült. Egy egyszerű alkénhez közvetlenül kapcsolódó atomok azonos síkban vannak. A transz-ciklohepténben azonban a gyűrű mérete miatt az alkénfunkció és az ahhoz kapcsolódó két atom nem tudja felvenni ezt a geometriai elrendeződést, mivel a maradék három szénatom nem tudná bezárni a gyűrűt: ehhez túlságosan nagy kötésszögre (szögfeszültségre), szokatlanul nagy kötéshosszra vagy arra lenne szükség, hogy az alkillánchoz hasonló rész ütközzön az alkénrésszel (sztérikus gát). A feszültség egy része csökken az egyes alkén szenek piramidalizációjával és egymáshoz képesti elfordulásukkal. A piramidalizációs szöget 37°-ra becsülik (a normál trigonális planáris geometriájú atomokra ez az érték 0°), a p-pályák egymástól való elhajlása 30,1°.
Mivel az etilénben a kettős kötés körüli rotáció energiagátja körülbelül 65 kcal/mol (270 kJ/mol) és ezt csak a transz-izomerre becsült 30 kcal/mol (125 kJ/mol) feszülési energiával lehet csökkenteni, a transz-ciklohepténnek – transz-ciklooktén homológjához hasonlóan – stabil molekulának kellene lennie. Valójában azonban nem az: hacsak nem nagyon alacsony a hőmérséklet, gyorsan átizomerizálódik cisz-formává. A transz-cikloheptén izomerizációjának mechanizmusa nem egyszerű alkén kötés körüli rotáció, hanem inkább egy alacsonyabb energiájú alternatív mód. Az izomerizációra kísérletileg megfigyelt másodrendű reakciókinetika alapján a javasolt mechanizmusban két transz-cikloheptén molekula először egy kettős gyök dimert képez. A két heptángyűrűs gyök utána kicsavarodik és feszülésmentes konformációt vesz fel, végül a dimer felbomlik és visszaalakul két cisz-cikloheptén molekulává. Megjegyzendő, hogy a maleinsav bróm jelenlétében fumársavvá történő fotoizomerizációja is bimolekulás reakció.

## Fordítás
Ez a szócikk részben vagy egészben  a   Cycloheptene című angol Wikipédia-szócikk ezen változatának fordításán alapul.  Az eredeti cikk szerkesztőit annak laptörténete sorolja fel. Ez a jelzés csupán a megfogalmazás eredetét és a szerzői jogokat jelzi, nem szolgál a cikkben szereplő információk forrásmegjelöléseként.

## Külső hivatkozások
- MSDS